# 사천해양경찰서
사천해양경찰서는 경상남도 사천시에 있는 해양경찰서다.

## 연혁
- 2022년 4월 15일 개서.